# 芽室駅
芽室駅（めむろえき）は、北海道河西郡芽室町本通一丁目にある北海道旅客鉄道（JR北海道）根室本線の駅である。駅番号はK27。電報略号はメム。事務管理コードは▲110415。
特急「とかち」の全列車と、「おおぞら」の1往復（9・2号）が停車する。

## 歴史

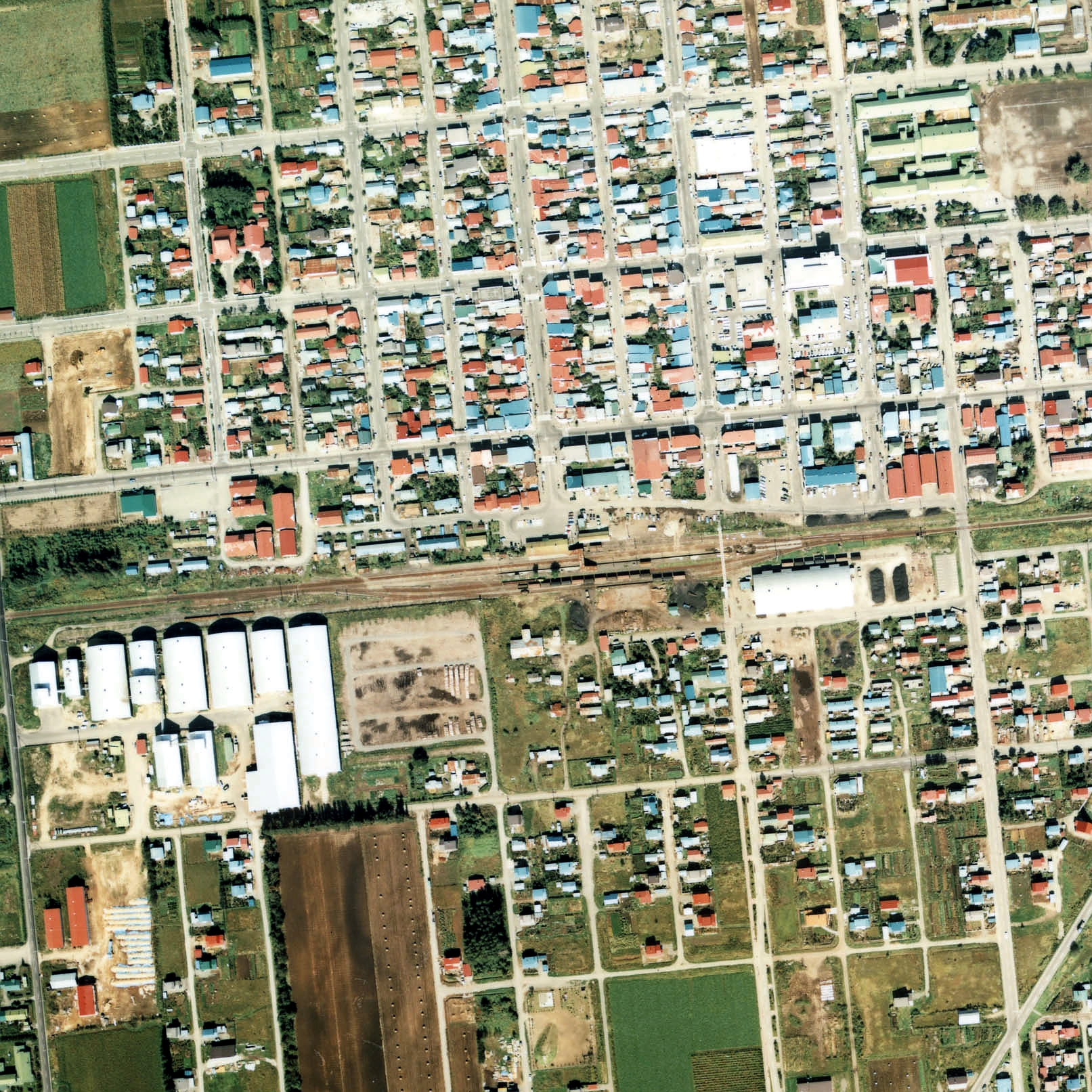
1977年の芽室駅と周囲約750m範囲。右が根室方面。駅裏左寄りに矩形の営林署貯木場とその左に芽室農協（現・ホクレン）穀物乾燥調整工場と倉庫、駅裏右側にも同農協の倉庫があり、それぞれ専用線が敷かれている。駅裏中央には土場と高床貨物ホームがある。さらに駅表右側には、赤茶色の屋根の古い農協倉庫前に、細長い土場を挟んで踏切を越える2本の専用線が確認できる。昭和39年版全国専用線一覧では3本の農協線と1本の日通線が記載されている。

- 1907年（明治40年）9月8日：国有鉄道の駅として開業[1][6]。一般駅[1]。
- 1924年（大正13年）
  - 10月8日：駅舎改築[7]。
  - 同年：芽室信用購買販売組合の専用線敷設[注釈 1]。
- 19xx年（大正12年以降、昭和5年以前）：美生信用購買販売組合の専用線敷設[注釈 1][注釈 2]。
- 1927年（昭和2年）：当駅-トムラウシ間鉄道敷設請願が帝国議会で採択[7][注釈 3]。
- 1952年（昭和27年）9月26日：跨線橋設置[7]。
- 1954年（昭和29年）8月18日：昭和天皇、香淳皇后が乗車したお召し列車が停車。駅構内で奉迎が行われた[8]。
- 1957年（昭和32年）年末：駅裏に隣接して帯広営林署の芽室貯木場1.16ha設置、上美生方面より林材搬入[7][注釈 4]。
- 1958年（昭和33年）12月12日：駅舎改築、鉄筋ブロック造となる[7]。
- 1961年（昭和36年）
  - 8月：駅前広場整備工事[7]。
  - 9月：ホクレン芽室合理化澱粉工場操業開始[9]。
  - 12月：農協第3専用線設置[9][注釈 5]。
- 1962年（昭和37年）5月1日：急行「十勝」停車駅となり、優等列車停車駅となる[7]。
- 1963年（昭和38年）：駅裏の貯木場西側に隣接して芽室農協穀物乾燥調整工場設置[7][注釈 4]。
- 1966年（昭和41年）10月：農協第4専用線設置[9][注釈 6]。
- 1968年（昭和43年）9月：第4専用線横に第20号農協倉庫（肥料保管倉庫）完成[9]。
- 1971年（昭和46年）：駅裏までの跨線人道橋設置[10]。
- 1982年（昭和57年）9月10日：貨物取扱い廃止[1]。
- 1985年（昭和60年）3月14日：荷物取扱い廃止[1]。
- 1987年（昭和62年）4月1日：国鉄分割民営化により、北海道旅客鉄道（JR北海道）の駅となる[1]。
- 1994年（平成6年）度：石勝線・根室線高速化工事に伴い同年度に構内改良[11]。
- 1997年（平成9年）10月1日：ジェイ・アール道東トラベルサービス発足に伴い、駅業務を委託[12]。
- 1998年（平成10年）11月30日：駅舎横に複合商業施設「めむろーど」オープン。跨線人道橋を「めむろーど」裏へ移設改築。
- 1999年（平成11年）
  - 9月：駅舎改装に伴い正面にからくり時計を設置[新聞 1]。
  - 10月1日：駅舎改装オープン[12][6][新聞 1]。
- 2017年（平成29年）2月1日：北海道ジェイ・アール・サービスネットがジェイ・アール道東トラベルサービスを吸収合併したため、受託会社を北海道ジェイ・アール・サービスネットに変更[13]。

### 駅名の由来
北海道旅客鉄道釧路支社によると、アイヌ語の「メム・オロ・ペッ（わきつぼの所の川）」から転じた「メモロベッ」による。

## 駅構造
2面3線の島式と単式ホームを持つ地上駅。本線は駅舎側の1番線で、上下の特急全列車とほとんどの普通列車が使用する。2・3番線は、対向列車の行き違いおよび帯広・当駅間の区間列車の折り返しに使用する。お互いのホームは跨線橋で連絡している。
北海道ジェイ・アール・サービスネットが駅業務を受託する業務委託駅。みどりの窓口が設置されている。窓口営業時間外は駅員が不在となる。
駅舎は1999年（平成11年）にからくり時計を正面に設置するなど大規模な改修が行われた。からくり時計は4月下旬 - 10月下旬までの間、1日6回人形が棒をたたいて演奏をする。また、音のみの演奏も1日4回行われ、合計10回の演奏が行われる。

### のりば
| 番線  | 路線      | 方向 | 行先           |
| ----- | --------- | ---- | -------------- |
| 1 - 3 | ■根室本線 | 上り | 新得・札幌方面 |
| 1 - 3 | ■根室本線 | 下り | 帯広・池田方面 |

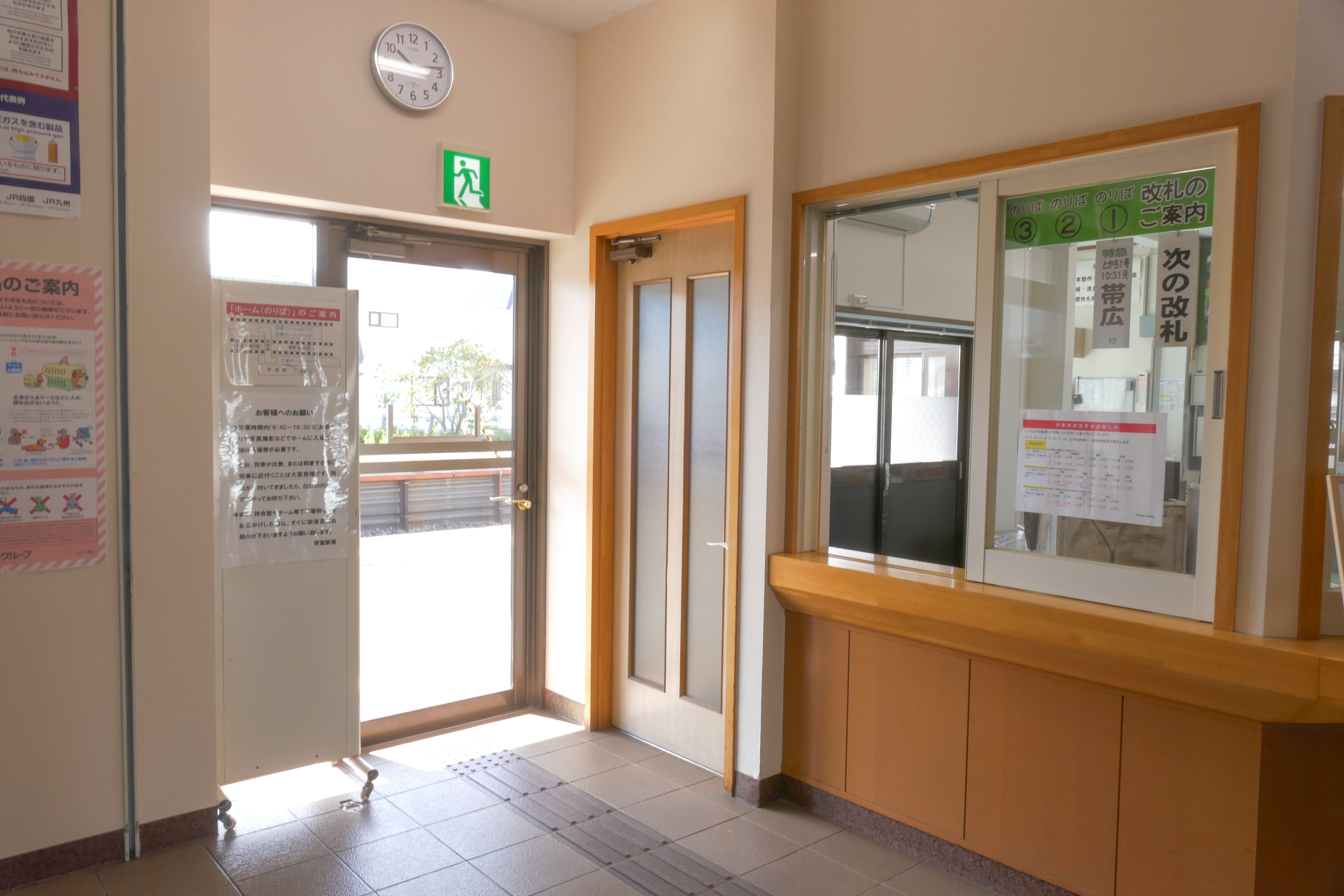
改札口（2021年9月）
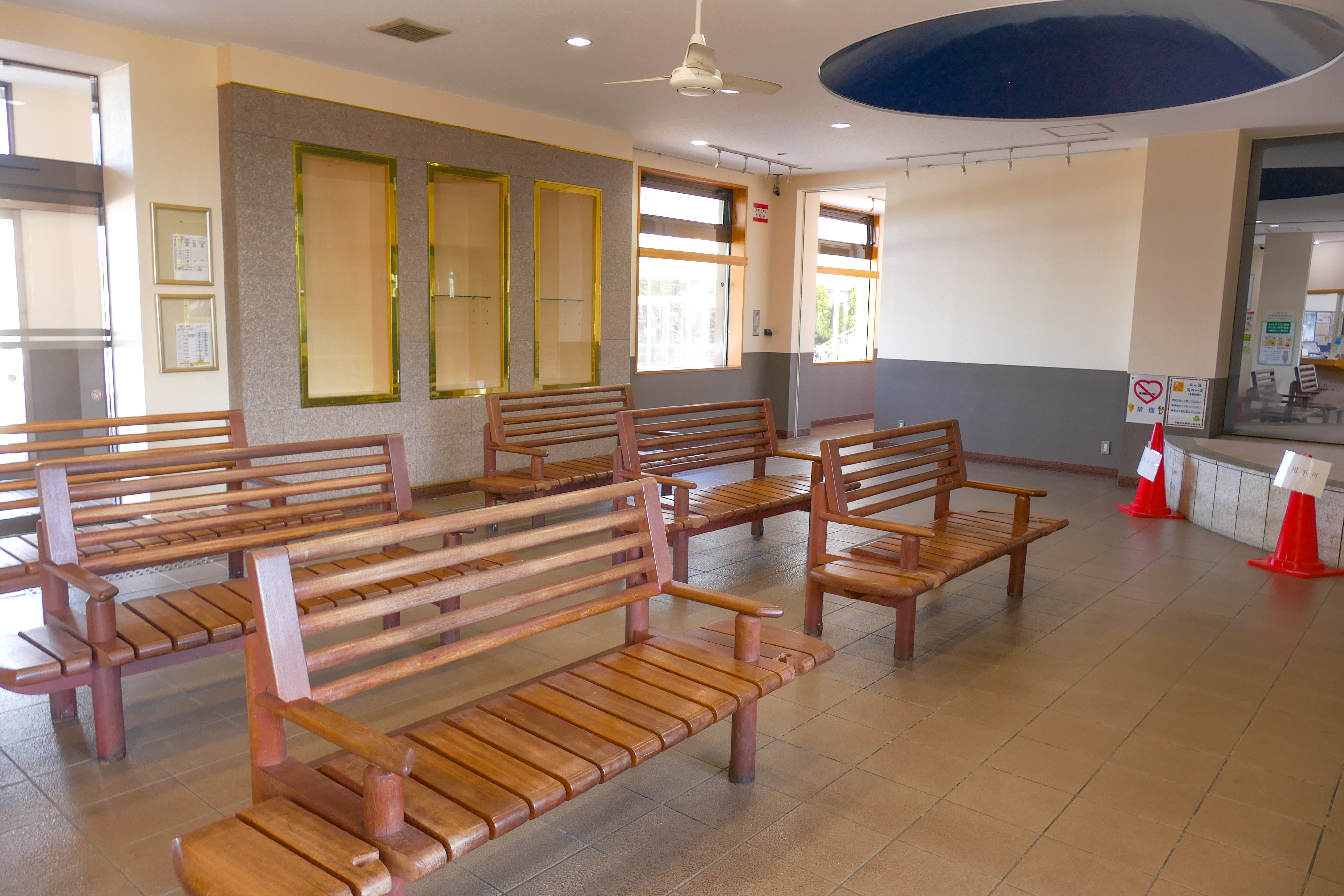
待合室内観（2021年9月）
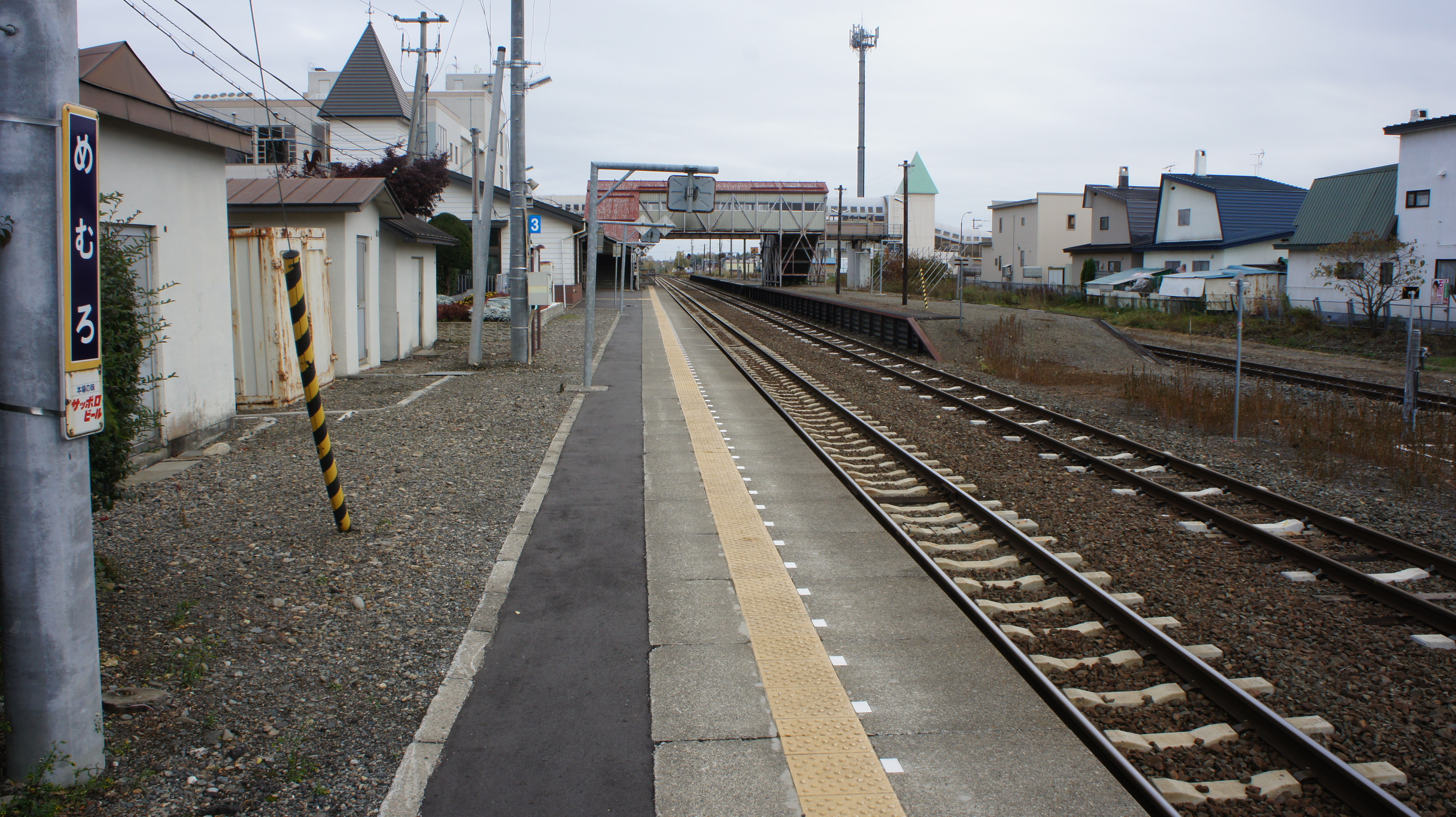
ホーム（2017年10月）
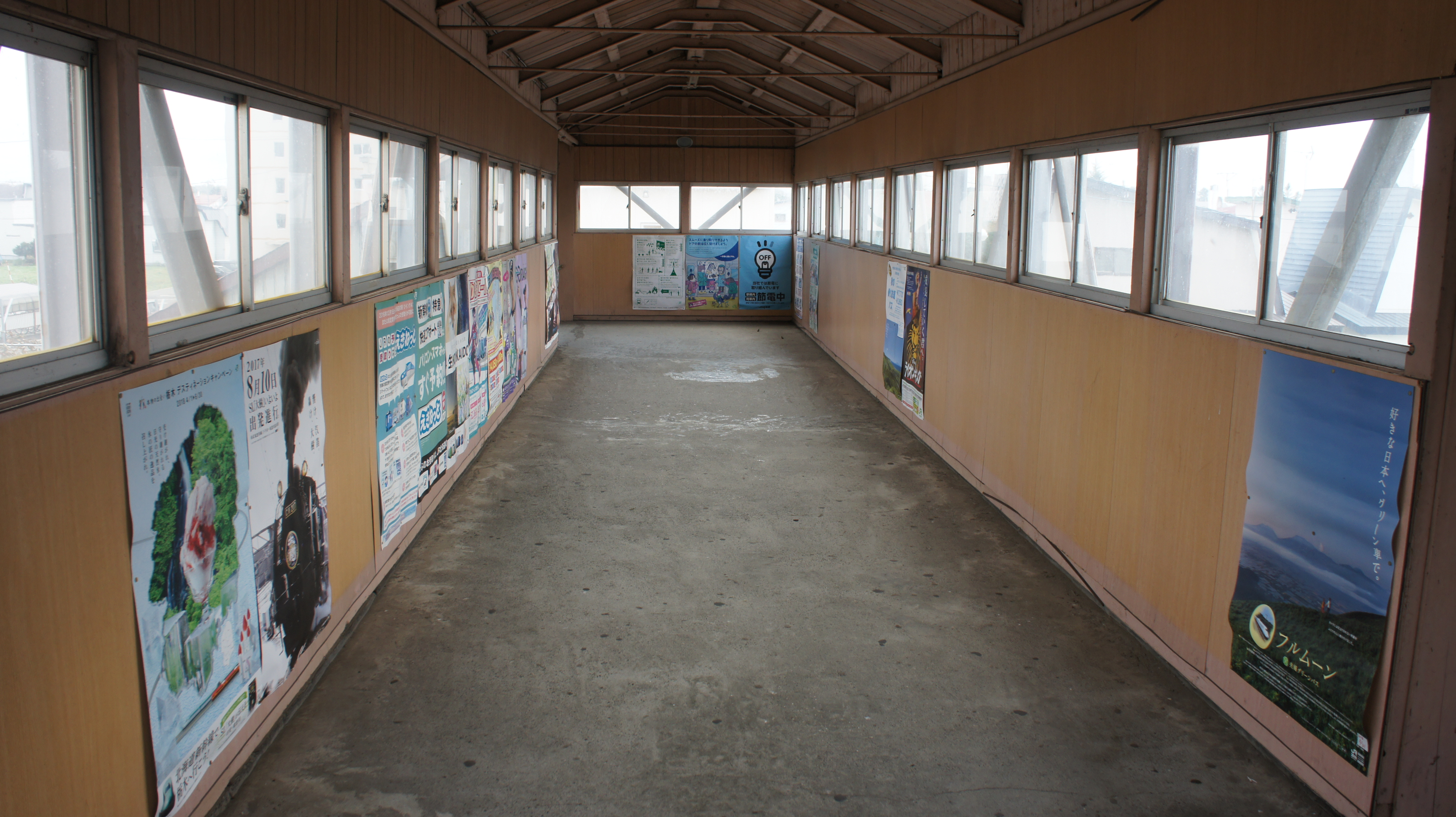
跨線橋内観（2017年10月）

## 利用状況
「芽室町町勢要覧」によると、2019年（令和元年）度の1日平均乗車人員は277人であった。
近年の推移は下記のとおりである。
| 年度               | 年間 乗車人員 | 1日平均 乗車人員 | 出典   |
| ------------------ | ------------- | ---------------- | ------ |
| 1960年（昭和35年） | 352,006       | 964              | [ 15 ] |
| ：                 |               |                  |        |
| 1965年（昭和40年） | 259,234       | 710              | [ 15 ] |
| ：                 |               |                  |        |
| 1970年（昭和45年） | 208,544       | 571              | [ 15 ] |
| ：                 |               |                  |        |
| 1975年（昭和50年） | 190,054       | 521              | [ 15 ] |
| ：                 |               |                  |        |
| 1980年（昭和55年） | 201,177       | 551              | [ 15 ] |
| ：                 |               |                  |        |
| 1985年（昭和60年） | 172,037       | 471              | [ 15 ] |
| 1986年（昭和61年） | 182,907       | 501              | [ 15 ] |
| 1987年（昭和62年） | 192,713       | 528              | [ 15 ] |
| 1988年（昭和63年） | 205,959       | 564              | [ 15 ] |
| 1989年（平成元年） | 218,922       | 600              | [ 15 ] |
| 1990年（平成02年） | 230,392       | 631              | [ 15 ] |
| 1991年（平成03年） | 239,075       | 655              | [ 15 ] |
| 1992年（平成04年） | 243,455       | 667              | [ 15 ] |
| 1993年（平成05年） | 289,210       | 792              | [ 15 ] |
| 1994年（平成06年） | 226,665       | 621              | [ 15 ] |
| 1995年（平成07年） | 220,114       | 601              | [ 15 ] |
| 1996年（平成08年） | 208,609       | 572              | [ 15 ] |
| 1997年（平成09年） | 205,816       | 563              | [ 15 ] |
| 1998年（平成10年） | 194,988       | 534              | [ 15 ] |
| 1999年（平成11年） | 187,767       | 514              | [ 15 ] |
| 2000年（平成12年） | 189,735       | 519              | [ 15 ] |
| 2001年（平成13年） | 172,326       | 472              | [ 15 ] |
| 2002年（平成14年） | 168,564       | 461              | [ 15 ] |
| 2003年（平成15年） | 163,095       | 446              | [ 15 ] |
| 2004年（平成16年） | 155,168       | 425              | [ 15 ] |
| 2005年（平成17年） | 151,707       | 415              | [ 15 ] |
| 2006年（平成18年） | 151,369       | 414              | [ 15 ] |
| 2007年（平成19年） | 149,650       | 410              | [ 15 ] |
| 2008年（平成20年） | 142,350       | 390              | [ 15 ] |
| 2009年（平成21年） | 140,075       | 384              | [ 15 ] |
| 2010年（平成22年） | 134,188       | 368              | [ 15 ] |
| 2011年（平成23年） | 132,087       | 362              | [ 15 ] |
| 2012年（平成24年） | 130,349       | 356              | [ 15 ] |
| 2013年（平成25年） | 123,370       | 338              | [ 15 ] |
| 2014年（平成26年） | 138,335       | 379              | [ 15 ] |
| 2015年（平成27年） | 135,054       | 369              | [ 15 ] |
| 2016年（平成28年） | 115,340       | 316              | [ 16 ] |
| 2017年（平成29年） | 122,275       | 335              | [ 16 ] |
| 2018年（平成30年） | 113,880       | 312              | [ 17 ] |
| 2019年（令和元年） | 101,105       | 277              | [ 14 ] |

## 駅周辺
芽室町の中心駅。
- 北海道道420号芽室停車場線
- 北海道道62号豊頃糠内芽室線
- 芽室町役場
- 帯広警察署芽室交番
- 芽室郵便局
- 帯広信用金庫芽室支店
- 北海道銀行芽室支店
- 芽室町農業協同組合（JAめむろ）
- めむろーど（テナント付き公共施設:線路側からは、建物が傾いているようなデザインになっている）
- 芽室公園（ゲートボール発祥の地）
- 十勝バス、北海道バス「芽室駅前」停留所[18][19]
- 美生川

## 隣の駅
北海道旅客鉄道（JR北海道）
■根室本線
■普通
御影駅 (K26) - （上芽室信号場） -  芽室駅 (K27) - 大成駅 (K28)